# Hermann Stölting
Ernst Franz Hermann Stölting (* um 1837 in Ilfeld in der Grafschaft Hohenstein; † 16. September 1883 in Celle) war Bürgermeister der Stadt Offenbach am Main.
Im heutigen Thüringen als Sohn eines hannoverschen Amtmanns in der damals hannoverschen Exklave geboren, verbrachte Stölting seine Schulzeit in Celle. Ab 1856 begann er sein Studium der Rechtswissenschaften an der Universität Heidelberg und wurde dort Mitglied des Corps Suevia. Im folgenden Wintersemester wechselte er an die Universität Göttingen und trat dem Corps Hannovera bei. Er wurde am 6. Juni 1868 zum Bürgermeister der Stadt Münden (jetzt Hann. Münden) gewählt.
Von 1874 bis 1882 war er Bürgermeister der Stadt Offenbach.